# Solbus
Fabryka Autobusów Solbus Sp. z o.o. – polski producent autobusów miejskich, międzymiastowych i turystycznych produkowanych pod marką Solbus założony w październiku 2001 roku w Solcu Kujawskim w powiecie bydgoskim. 7 lipca 2010 Sąd Gospodarczy w Bydgoszczy ogłosił upadłość fabryki autobusów Solbus. 9 marca 2012 firma zawarła układ z wierzycielami dający jej 4 lata na spłatę zadłużenia. W styczniu 2015 roku bydgoski Sąd Gospodarczy przychylił się do wniosku Solbusa o zaprzestanie realizacji układu.

## Historia

### Geneza
Firma Solbus powstała w październiku 2001 roku na bazie Kujawskich Zakładów Naprawy Samochodów w Solcu Kujawskim (KZNS Solec Kujawski) w powiecie bydgoskim. Początkowo była to spółka pracownicza dzierżawiąca majątek KZNS.
W 2003 roku z uwagi na kłopoty finansowe zakłady zbankrutowały. Ich majątek został wykupiony w lipcu 2003 roku przez firmę leasingową Blue Line kierowaną przez Antoniego Śliżaka, założyciela sieci sklepów i hurtowni Multifarb oraz przedsiębiorcę specjalizującego się w usługach przewozowych, m.in. jako współwłaściciela kilku przedsiębiorstw PKS.
Nowy właściciel zreorganizował przedsiębiorstwo, wznowił produkcję i sprzedaż autobusów marki Solbus PKS-om oraz prywatnym przewoźnikom. Dzięki temu szybko zwiększył sprzedaż, osiągnął znaczącą pozycję na rynku i stał się trzecim polskim producentem w tej branży motoryzacyjnej.

### Produkcja licencyjna

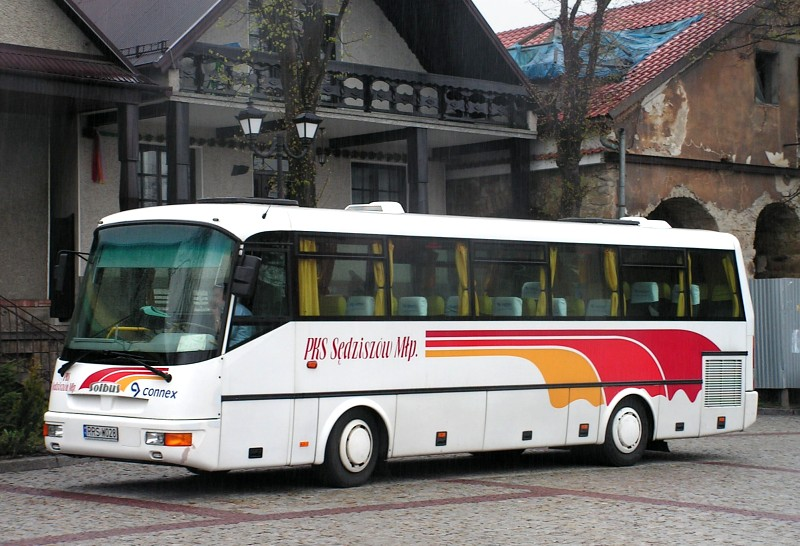
Solbus C 9,5 z PKS Connex Sędziszów Małopolski

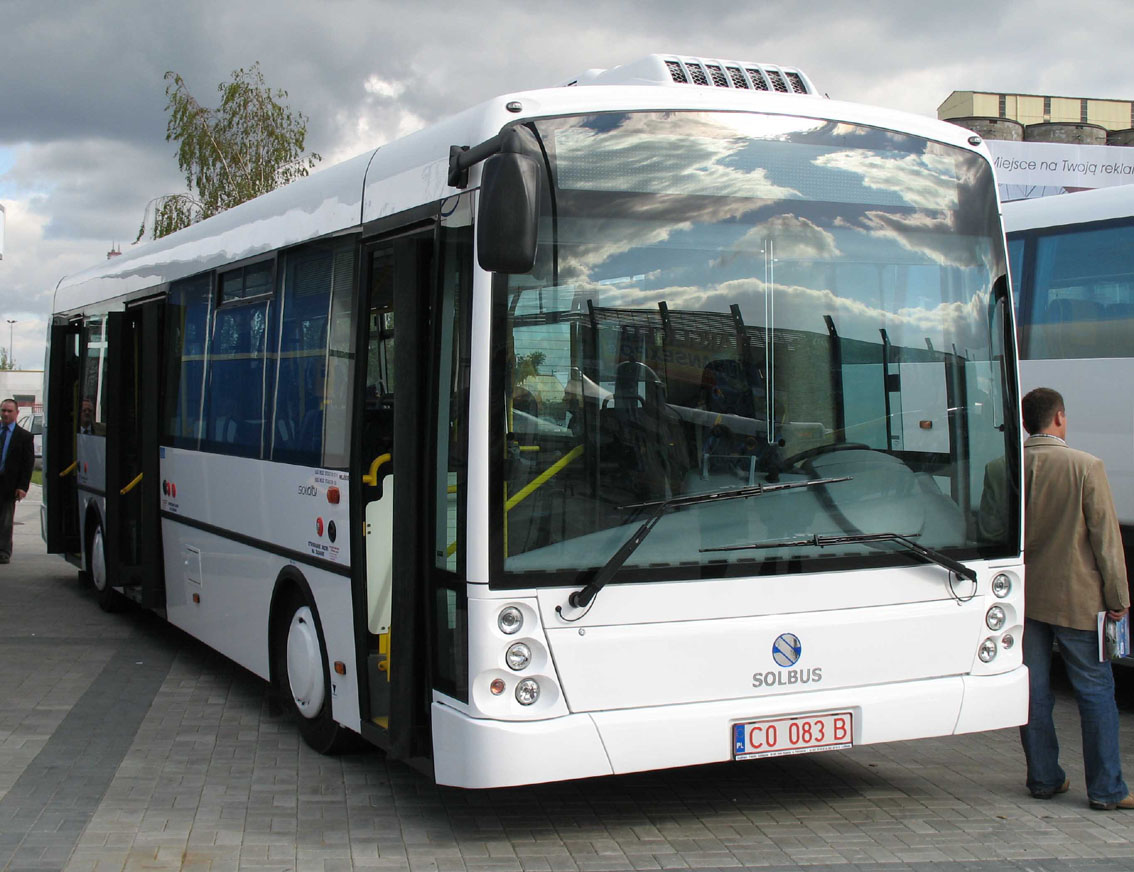
Solbus Solcity 11M na targach Transexpo 2007 w Kielcach

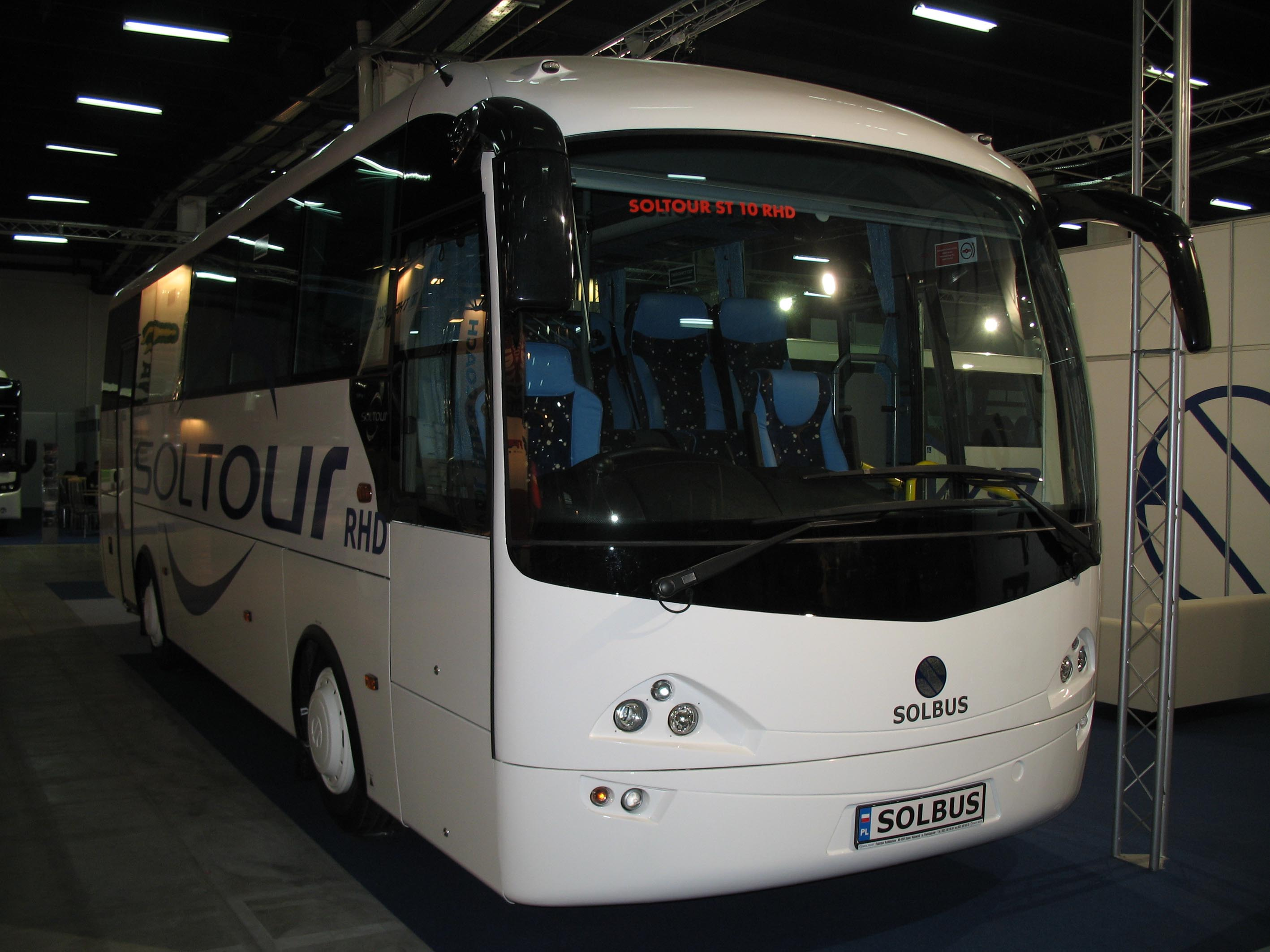
Solbus Soltour 10 RHD na targach Transexpo 2008 w Kielcach

Pierwsze modele autobusów pod marką Solbus były produkowane na podstawie licencji czeskiej firmy SOR Libchavy. Licencja obejmowała prawo do produkcji i sprzedaży na terenie Polski trzech modeli: miejskiego Solbus B9,5 (od września 2003 roku) oraz międzymiastowych Solbus C 9,5 (od lipca 2002 roku) i Solbus C 10,5 (od czerwca 2004 roku). Firma SOR Libchavy była również dostawcą wielu kluczowych elementów do produkcji licencyjnych modeli (np. silniki Iveco, tylne zawieszenia z mostami napędowymi ArvinMeritor).

### Rozwój własnych konstrukcji
W 2004 roku zdecydowano się na rozwój całkowicie własnych modeli, które spełniają normę emisji spalin Euro 4. W ten sposób w latach 2005–2007 powstały modele: miejskie niskowejściowe Solbus Solcity 11M (w fazie prototypu i na początku produkcji zwany również Solcity SN11M), Solbus Solcity 11L (w fazie prototypu i na początku produkcji zwany również Solcity SN11L), turystyczne i międzymiastowe Solbus Soltour ST10, Solbus Soltour ST11, oraz międzymiastowe Solbus Solway SL10, Solbus Solway SL11. Solcity był stylizowany przez firmę Nc.Art z Sękocina, natomiast Soltour powstał we współpracy z firmami RTC i Teum ze Słowenii. Własne modele umożliwiły firmie planowany rozwój eksportu. Krokiem w tym kierunku był udział fabryki w targach motoryzacyjnych w Hanowerze (2006), Kortrijk (2007) i Birmingham (2007). W Solbusach montuje się silniki firm Iveco i Cummins. Od października 2005 roku w ofercie siostrzanej firmy Busmarket znajdowały się zabudowy małych autobusów, zwłaszcza na bazie Mercedesa-Benza Sprintera 416. W latach 2005–2006 sprzedano ich 16 sztuk.
W czerwcu 2008 roku zadebiutował prototyp Solbus Solcity SM 12 o długości 12 metrów. Na przełomie lat 2008–2009 rozpoczęła się produkcja seryjna modelu Solcity 12. We wrześniu 2009 podczas targów Transexpo w Kielcach zadebiutował przegubowy model Solbus Solcity SM 18. Pierwsze 15 sztuk tego modelu w wersji zasilanej LNG trafi na przełomie lat 2009–2010 do PTS Kraków. Powstanie jeszcze model Solbus Solcity serii SM o długości 10,5 metra. Rodzina SM jest stylizowana przez zewnętrzną firmę. Przewidziano w niej duży wybór silników firm Cummins i Iveco zasilanych olejem napędowym (diesel), gazem CNG lub LNG (na skroplony gaz ziemny). Autobusy zasilane LNG będą jednymi z pierwszych pojazdów z tego typu napędem, które pojawią się w Europie. Będą zasilane amerykańskimi silnikami Cummins ISLGeEV. Modele z rodziny SM dzięki specjalnym rozwiązaniom konstrukcyjnym mają być lżejsze od pojazdów konkurencji o około 1000 kg (dla modelu 12-metrowego). Zmniejszenie masy własnej pozwoli zmniejszyć zużycie paliwa i zwiększyć maksymalną liczbę przewożonych pasażerów.
Jesienią 2009 roku powstanie prototyp modelu Solbus Solcity SubUrban 10 na bazie skróconego o metr modelu Solbus Solcity 11L. Na targach Transexpo 2009 zaprezentowano jego szkielet (kod fabryczny SC10) dostosowany do normy określającej odporność na przewrócenie na bok. Nieco później powstanie również model Solbus Solcity SubUrban 11 (kod fabryczny SC11). Oba nowe modele będą miały taki sam wygląd zewnętrzny jak autobusy serii SN11 ze względu na zastosowanie tych samych laminatów ścian zewnętrznych.

### Solbus w Wielkiej Brytanii
Realizując plany eksportu, firma utworzyła filię handlową w Wielkiej Brytanii – Solbus UK Ltd.. Wzięła ona udział w targach Bus&Coach Live 2007 w Birmingham. Zaprezentowano tam pierwszy model w wersji dostosowanej do ruchu lewostronnego Solbus Soltour ST10 RHD. Aby zwiększyć sprzedaż, zastosowano podzespoły znanych firm (m.in. silnik Cummins ISBe4 300) oraz szeroką promocję w czasopismach branżowych. Model ekspozycyjny został sprzedany przed rozpoczęciem targów. W sprzedaży były dostępne autobusy modele Soltour i Solcity.

### Spór prawny z SOR Libchavy
W oparciu o artykuł 515 czeskiego kodeksu handlowego 15 marca 2006 r. firma SOR Libchavy wypowiedziała Solbusowi umowę licencyjną. Wypowiedzenie weszło w życie 31 marca 2007 roku. Dlatego Solbus nie produkuje już licencyjnych modeli: Solbus B9,5, Solbus C 9,5, Solbus C 10,5, oraz modeli Solbus LH 9,5 i Solbus C 10,5/1. Wprowadził zamiast nich rodzinę autobusów własnej konstrukcji. Były licencjodawca SOR Libchavy zarzuca Solbusowi bezprawne wykorzystanie bez zezwolenia rozwiązań technicznych tej firmy w nowych, własnych modelach Solbusa, jednak sprawa nie doczekała się jeszcze rozstrzygnięcia sądowego.

## Problemy firmy w 2010

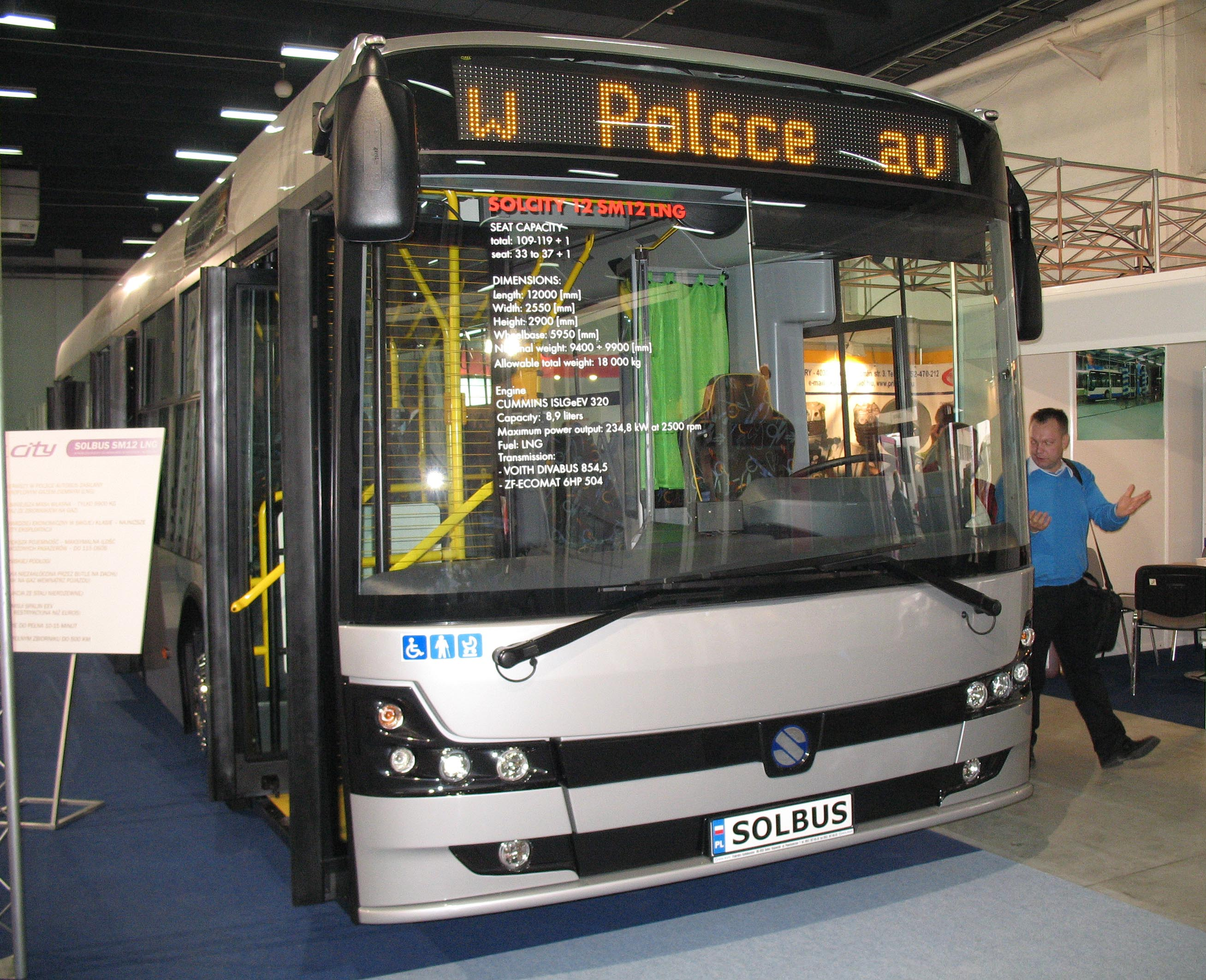
Solbus Solcity SM12 LNG

Od 28 czerwca 2010 r. kujawska fabryka jest w upadłości układowej. Powodem tego stanu były wydarzenia z 2009 r., gdy nastąpiło załamanie się sprzedaży autobusów Solbus w segmencie autobusów międzymiastowych.

## Wypadki i pożary autobusów Solbus
Podczas przeprowadzanej próby drogowej 23 kwietnia 2010 w autobusie Solbus Solcity napędzanym gazem ziemnym (LNG) doszło do pożaru, w  którym w czasie 10 minut spaleniu uległ cały autobus. W zdarzeniu brało udział 16 osób. Po wypadku komisja producenta ustaliła, iż przyczyną pożaru było uszkodzenie węża hydraulicznego napędu wentylatora. Olej hydrauliczny zapalił się w wyniku kontaktu z gorącym kolektorem wydechowym silnika, następnie pożar objął całą komorę silnika i mimo natychmiastowego użycia gaśnic przez obsługę nie udało się ugasić pożaru.

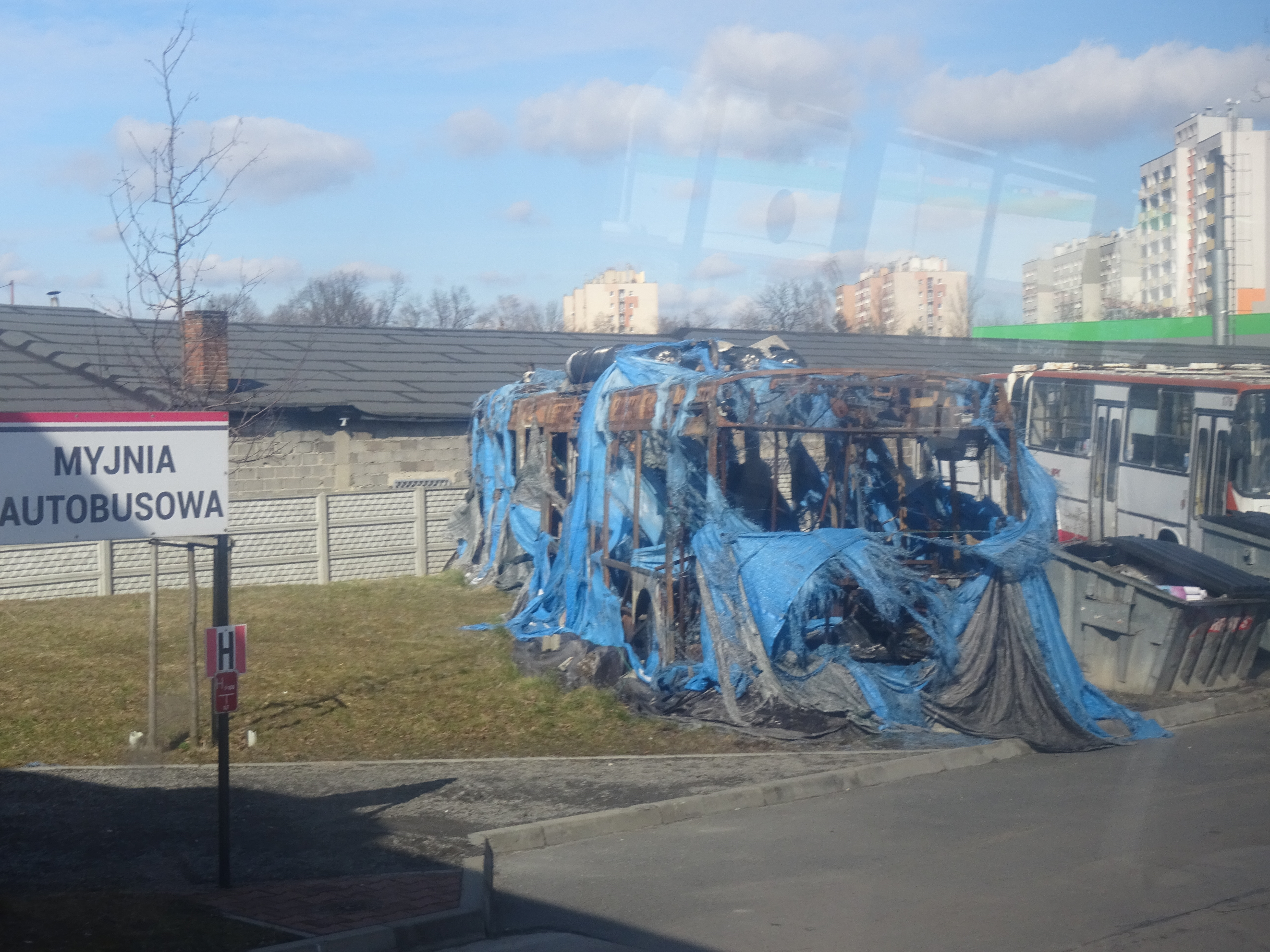
Spalony Solbus Solcity 18 należący do MPK Częstochowa o numerze bocznym 210

28 kwietnia 2017 autobus przegubowy o napędzie hybrydowym w Częstochowie (numer inwentarzowy 210), doszczętnie spłonął na ul. Legionów w trakcie obsługi linii nr 11. Nikt z pasażerów nie ucierpiał.
11 sierpnia 2023 na warszawskim Ursynowie spłonął Solbus SM12 (numer inwentarzowy 1215) w trakcie obsługi linii nr 263.
Późnym wieczorem 11 kwietnia 2024 autobus przegubowy o napędzie spalinowym spłonął na ulicy Globusowej w Warszawie w trakcie obsługi linii nr 189 (numer inwentarzowy 2029).

## Charakterystyka przedsiębiorstwa

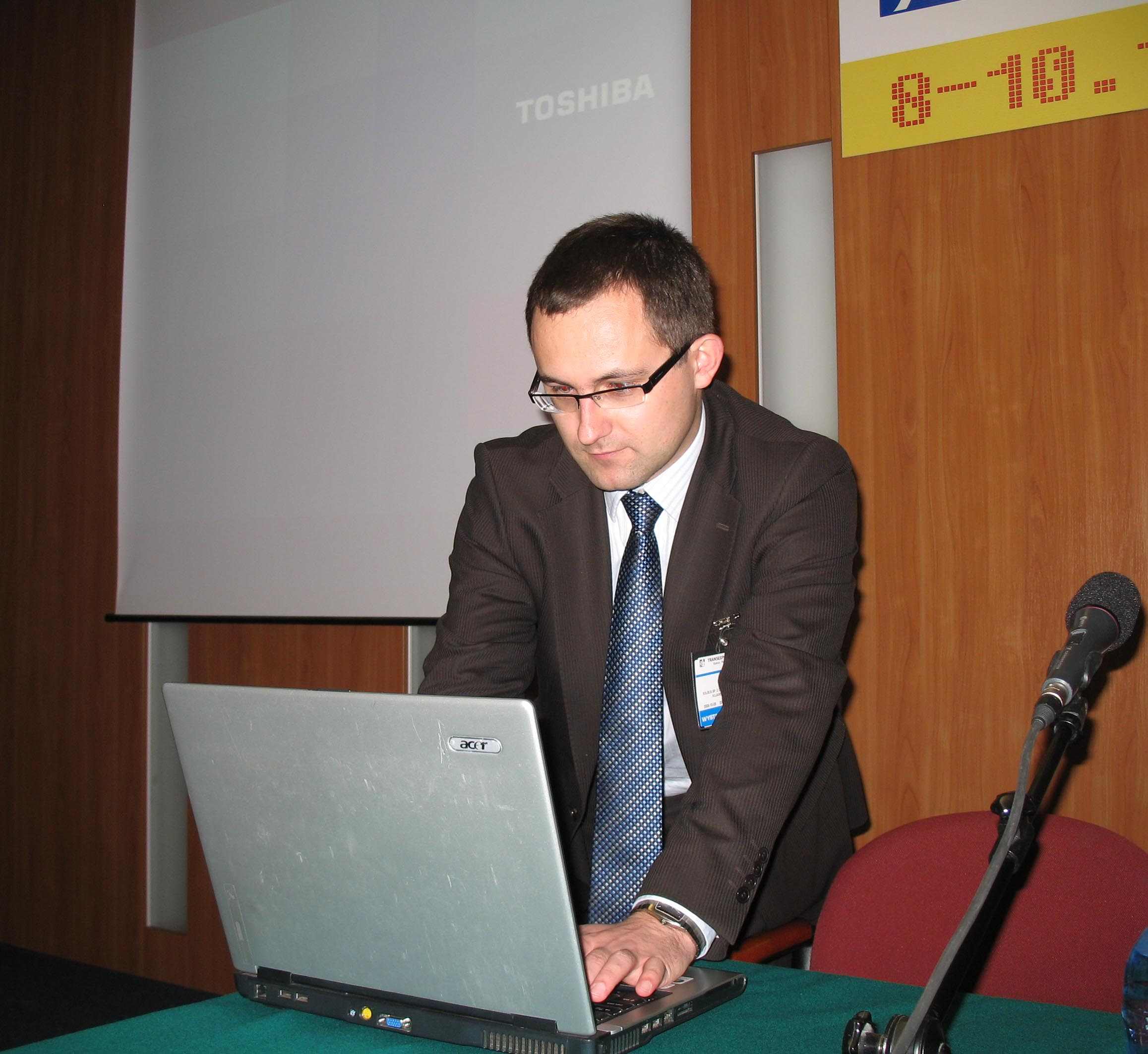
Były prezes Jakub Śliżak

### Zarząd spółki
Solbus jest firmą rodzinną. Według bazy danych Krajowego Rejestru Sądowego prezesem zarządu spółki jest znowu Antoni Śliżak, który był nim od 2003 roku do końca 2005 roku. Od początku 2006 r. prezesem zarządu był Jakub Śliżak, a Antoni Śliżak w tym czasie sprawował funkcję przewodniczącego rady nadzorczej spółki. Stanowisko wiceprezesa pełni Andrzej Arczyński. W firmie zaangażowani są także Michał Śliżak – na stanowisku dyrektora ds. marketingu – oraz Katarzyna Śliżak – na stanowisku dyrektora finansowego.

### Zatrudnienie
Zatrudnienie w 2004 r. wynosiło 126 osób, w 2005 r. 196 osób. W 2008 r. zwiększyło się do 250 pracowników, w tym około 50 inżynierów.

### Biuro konstrukcyjne

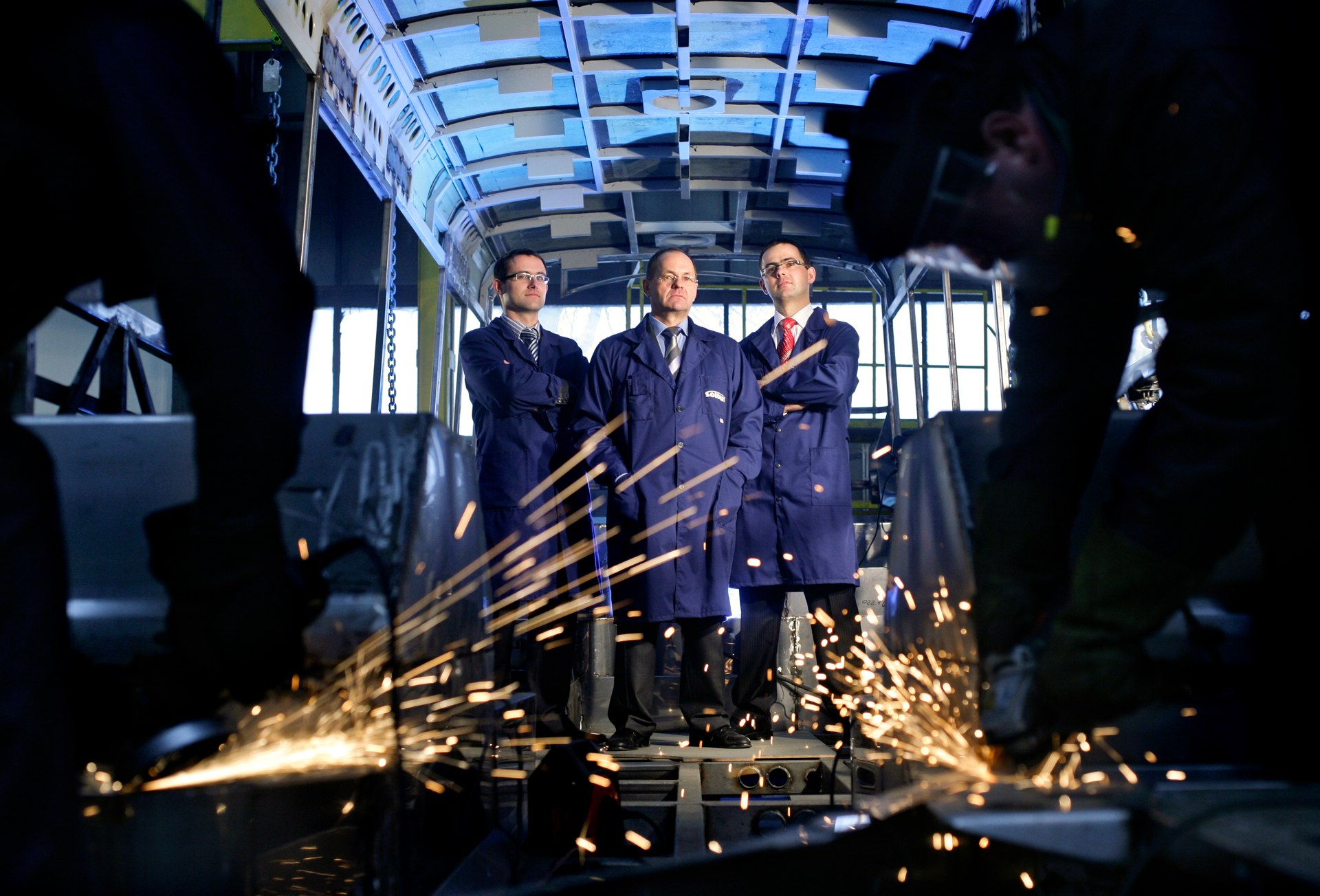
Solbus - założyciel firmy z synami

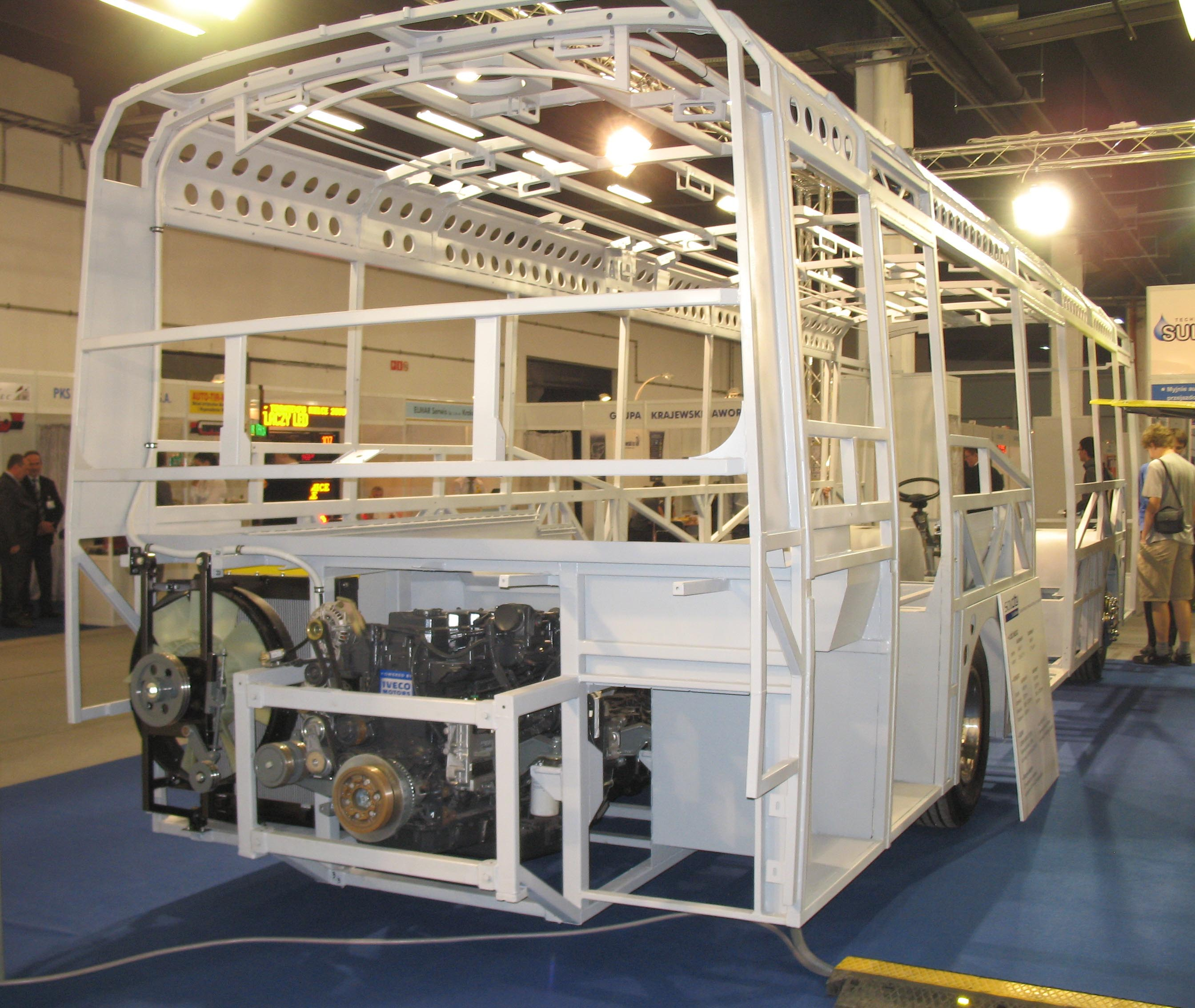
Szkielet autobusu Solbus Solcity SubUrban 10, widok na tył

Firma dysponuje własnym, rozbudowanym od czasu podjęcia decyzji o usamodzielnieniu konstrukcyjnym, biurem projektowym wyposażonym o oprogramowanie CAD. Przy opracowywaniu nowych modeli współpracuje również z zewnętrznymi firmami stylistycznymi i konstrukcyjnymi. Projekt techniczny autobusów serii SM opracowywano we współpracy z Grupą inżynierską DOT3D z Czerwonaka.

### Zdolności produkcyjne
Na początku 2007 r. firma Solbus w ramach rozbudowy zakupiła kolejne hale, w których uruchomiono nową lakiernię oraz magazyn główny. Obecna maksymalna zdolność produkcyjna wynosi około 150-180 autobusów rocznie. Po wprowadzeniu do produkcji rodziny SM sięgnie 1 sztukę dziennie, czyli około 250 sztuk rocznie.

### Sprzedaż
Sprzedaż w Polsce autobusów firmy Solbus według firmy analitycznej JMK z Wrocławia przedstawiała się następująco: w roku 2001 – 4 szt., 2002 – 16 szt., 2003 – 35 szt., 2004 – 123 szt., 2005 – 149 szt., 2006 – 139 szt., 2007 – 106 szt., 2008 – 89 szt., 2009 – 69 szt., 2010 – 12 sztuk. Na przełomie lat 2007–2008 rozpoczął się eksport, który w 2008 roku wyniósł 7 sztuk dla Wielkiej Brytanii. W 2009 roku eksport do Szwecji wyniósł 4 sztuki.
Według innych danych, podanych przez firmę Solbus, jej sprzedaż przedstawiała się następująco: w roku 2001 – 2 szt., 2002 – 12 szt., 2003 – 33 szt., 2004 – 118 szt., 2005 – 146 szt., 2006 – 139 sztuk. Najpopularniejsze, w tym czasie, modele firmy to autobusy międzymiastowe Solbus C 9,5 – 165 szt., Solbus C 10,5 – 152 szt., bazujące na nich modele turystyczne Solbus C 10,5/1 – 30 (lub 40) szt., Solbus LH 9,5 – 13 szt., oraz miejski Solbus B9,5 – 62 sztuk. Z nowych modeli własnej konstrukcji najpopularniejszy jest miejski Solbus Solcity 11M – 11 szt. oraz podmiejski Solbus Solcity 11L – 1 sztuka. Sprzedano również jeden egzemplarz modelu turystycznego Solbus Soltour ST11.
Według miesięcznika Forbes sprzedaż w 2012 wyniosła 68 szt., a w kwietniu 2013 r. firma miała podpisane kontrakty na ponad 50 szt. W 2013 roku firma dostała kontrakt na budowę 47 nowych autobusów za 62 mln złotych dla m.st. Warszawy, gdzie Krajowa Izba Odwoławcza uwzględniła skargę Lider Trading na odrzucenie oferty z powodu nie dopisania przecinka i zera do oferty w punkcie spalanie (podano 51 l/100km, a spalanie miało być podane do jednej cyfry po przecinku, co zgodnie z zasadami matematycznymi jest równoznaczne 51,0 l/100km).

## Produkty

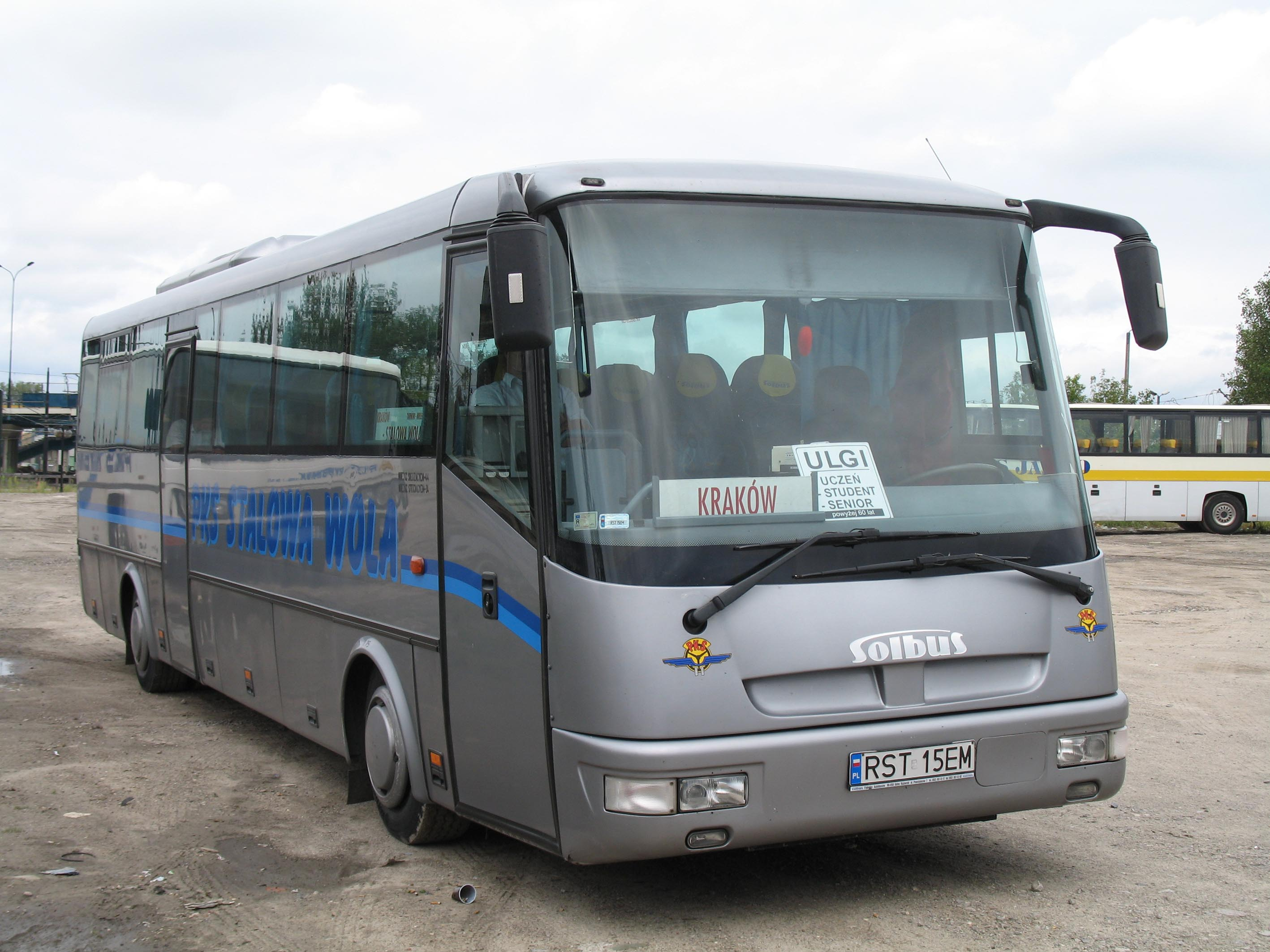
Solbus C 10,5 z PKS Stalowa Wola

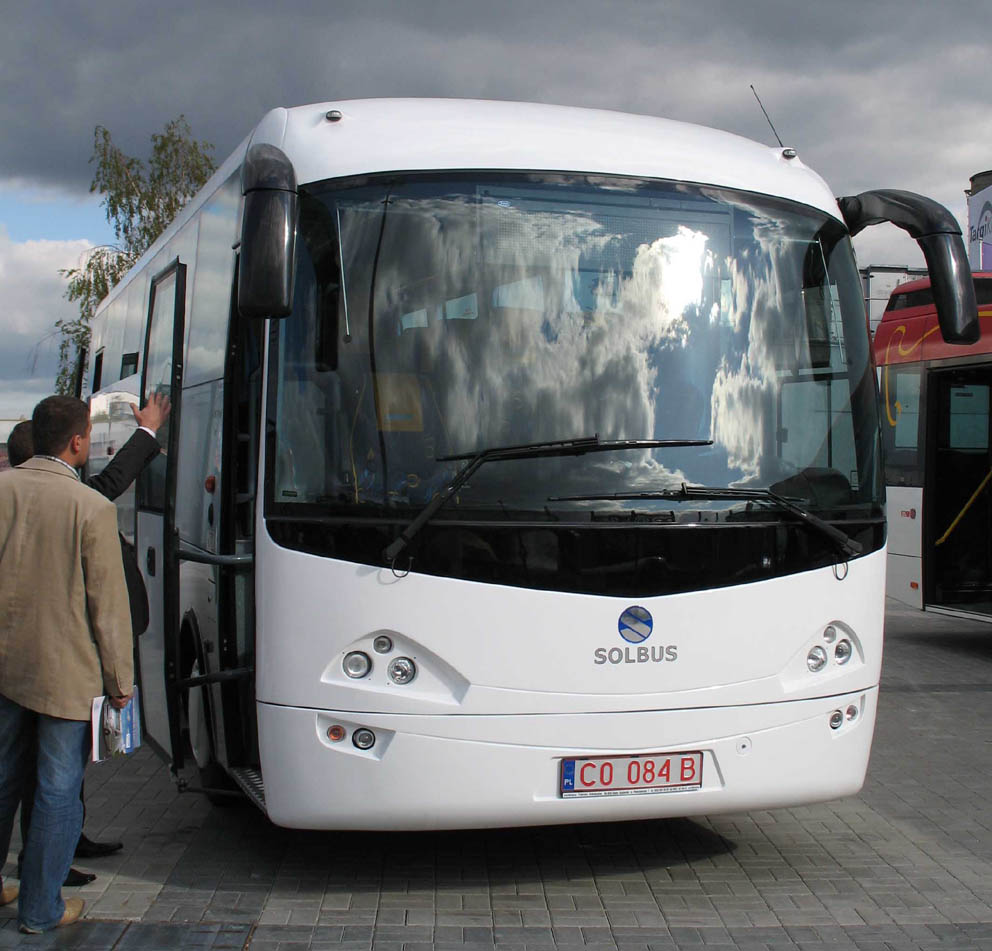
Solbus Soltour ST11 na targach Transexpo 2007 w Kielcach

Autobusy miejskie i lokalne:
- Solbus Solcity SM 10
- Solbus Solcity 11M
- Solbus Solcity 11L
- Solbus Solcity SM 12
- Solbus Solcity SM 12 LNG
- Solbus Solcity SM 18
- Solbus Solcity SM 18 LNG

Autobusy międzymiastowe:
- Solbus Soltour ST10/I
- Solbus Soltour ST11/I
- Solbus Solway SL10
- Solbus Solway SL11

Autobusy turystyczne:
- Solbus Soltour ST10
- Solbus Soltour ST11

Modele produkowane w przeszłości:
- Busmarket Sprinter 416
- Solbus B9,5
- Solbus C 9,5
- Solbus LH 9,5
- Solbus C 10,5
- Solbus C 10,5/1

## Logotyp
W momencie założenia marki Solbus pierwsze logo miało napis „Solbus” z wydłużoną pierwszą literą. W połowie I dziesięciolecia logo zostało zmienione, które składało się z trzech części w kształcie litery S na niebieskim tle. We wrześniu 2015 roku wprowadzono nowe logo, które jest narysowane lekko i szybko syntezę sześcianu, który kojarzy się z przestrzenią, metrem sześciennym w ruchu, pikselem miasta w pigułce. Znak jest prostszy i bardziej czytelny od poprzedniego. Wyrazista, prosta forma zawiera w sobie oba składniki nazwy – litery S i B. Sześciokątna grafika przypomina dwuelementowe liternictwo miast solidnych rzemiosłem i technologią: klucz, herb. Jednocześnie logo jest nowoczesne i daje efekt trójwymiaru.

## Nagrody i wyróżnienia
- 2004 – tytuł Gazeli Biznesu przyznawany przez Puls Biznesu dla najszybciej rozwijającej się firmy w województwie kujawsko-pomorskim.
- 2005 – tytuł Gazeli Biznesu ponownie przyznany przez Puls Biznesu dla najszybciej rozwijającej się firmy w województwie kujawsko-pomorskim.